# Stanko Stepišnik
Stanko Stepišnik (ur. 5 czerwca 1956) – słoweński polityk, menedżer i inżynier, parlamentarzysta, od marca do listopada 2013 minister rozwoju gospodarczego i technologii.

## Życiorys
Pochodzi ze wsi Šmiklavž. W 1978 ukończył studia z inżynierii mechanicznej na Uniwersytecie Mariborskim. Później zdał także egzaminy z projektowania oraz pedagogiki i andragogiki, pracował jako wykładowca. W 1996 uzyskał dyplom MBA na macierzystej uczelni. Od 1979 związany z przedsiębiorstwem EMO-Orodjarna w Celje, gdzie pracował kolejno jako technolog, konstruktor i projektant. W 1984 został jego dyrektorem, zajmował tę funkcję do czasu wyboru do parlamentu.
W 2011 wybrany do Zgromadzenia Państwowego z listy Pozytywnej Słowenii. 20 marca 2013 powołany na stanowisko ministra rozwoju gospodarczego i technologii w rządzie Alenki Bratušek. Zrezygnował w listopadzie tegoż roku po ujawnieniu serii wniosków o dofinansowanie z funduszy państwowych firmy EMO-Orodjarna. Wykonywał następnie mandat poselski do końca kadencji w 2014.